# Segunda Categoría de Tungurahua 2021
El Campeonato Provincial de Segunda Categoría de Tungurahua 2021 fue un torneo de fútbol en Ecuador en el cual compitieron equipos de la provincia de Tungurahua. El torneo fue organizado por la Asociación de Fútbol Profesional de Tungurahua (AFT) y avalado por la Federación Ecuatoriana de Fútbol. El torneo empezó el 19 de junio y finalizó el 7 de agosto. Participaron 5 clubes de fútbol y entregó tres cupos a los play-offs del Ascenso Nacional 2021 por el ascenso a la Serie B, además el campeón provincial clasificó a la primera fase de la Copa Ecuador 2022.

## Sistema de campeonato
El sistema determinado por la Asociación de Fútbol Profesional de Tungurahua fue el siguiente:
- Se jugó una etapa única con los 5 equipos establecidos, todos contra todos ida y vuelta (10 fechas), al final el equipo que terminó en primer lugar clasificó a los play-offs del Ascenso Nacional 2021 como campeón provincial y además clasificó a la Copa Ecuador 2022. También clasificaron a los play-offs los equipos que terminaron en segundo y tercer lugar.[4]

## Equipos participantes
| Equipos participantes              | Equipos participantes | Equipos participantes        |
| ---------------------------------- | --------------------- | ---------------------------- |
|                                    |                       |                              |
| Equipo                             | Ciudad                | Estadio                      |
| Ambato K'Chis Fútbol Club          | Ambato                | Estadio Neptalí Barona       |
| América Fútbol Club                | Ambato                | Estadio Dunker Aguilar       |
| Club Deportivo Universitario       | Píllaro               | Estadio Municipal de Píllaro |
| Club Deportivo Santiago de Píllaro | Píllaro               | Estadio Municipal de Píllaro |
| Pelileo Sporting Club              | Pelileo               | Estadio Ciudad de Pelileo    |

## Equipos por cantón
| Cantón  | N.º | Equipos                                 |
| ------- | --- | --------------------------------------- |
| Ambato  | 2   | - Ambato K'Chis - América de Santa Rosa |
| Píllaro | 2   | - Universitario - Santiago de Píllaro   |
| Pelileo | 1   | - Pelileo S. C.                         |

## Clasificación
| Pos. | Equipo                | Pts. | PJ | G | E | P | GF | GC | Dif. |  |
| ---- | --------------------- | ---- | -- | - | - | - | -- | -- | ---- |  |
| 1    | Universitario         | 21   | 7  | 7 | 0 | 0 | 22 | 5  | +17  |  |
| 2    | Pelileo S. C.         | 13   | 6  | 4 | 1 | 1 | 11 | 5  | +6   |  |
| 3    | Santiago de Píllaro   | 8    | 8  | 2 | 2 | 4 | 8  | 12 | −4   |  |
| 4    | Ambato K'Chis         | 7    | 8  | 1 | 4 | 3 | 7  | 12 | −5   |  |
| 5    | América de Santa Rosa | 1    | 7  | 0 | 1 | 6 | 6  | 20 | −14  |  |

 Fuente: Aso Tungurahua
Criterios de clasificación: 1) Puntos; 2) Diferencia de goles; 3) Goles marcados
|  | Campeón. Clasificado a los play-offs de Segunda Categoría 2021.    |
|  | Subcampeón. Clasificado a los play-offs de Segunda Categoría 2021. |
|  | Clasificado a los play-offs de Segunda Categoría 2021.             |

## Evolución de la clasificación
| Equipo / Jornada      | 01 | 02 | 03 | 04 | 05 | 06 | 07 | 08 | 09 | 10 |
| --------------------- | -- | -- | -- | -- | -- | -- | -- | -- | -- | -- |
| Universitario         | 4  | 1  | 1  | 1  | 1  | 1  | 1  | 1  | 1  | 1  |
| Pelileo S. C.         | 1  | 2  | 2  | 2  | 2  | 2  | 2  | 2  | 2  | 2  |
| Santiago de Píllaro   | 3  | 3  | 5  | 3  | 3  | 3  | 3  | 4  | 3  | 3  |
| Ambato K'Chis         | 2  | 4  | 3  | 4  | 4  | 4  | 4  | 3  | 4  | 4  |
| América de Santa Rosa | 5  | 5  | 4  | 5  | 5  | 5  | 5  | 5  | 5  | 5  |

## Resultados
- Los horarios corresponden al huso horario de Ecuador: (UTC-5).

### Primera vuelta
| Santiago de Píllaro | 0 - 0         | Ambato K'Chis         | Municipal de Píllaro | 19 de junio   | 11:30         |
| Pelileo S. C.       | 2 - 1         | América de Santa Rosa | Ciudad de Pelileo    | 19 de junio   | 16:00         |
| Libre:              | Universitario | Universitario         | Universitario        | Universitario | Universitario |

| Universitario         | 1 - 0         | Pelileo S. C.       | Municipal de Píllaro | 26 de junio   | 11:30         |
| América de Santa Rosa | 0 - 3         | Santiago de Píllaro | Dunker Aguilar       | 26 de junio   | 15:00         |
| Libre:                | Ambato K'Chis | Ambato K'Chis       | Ambato K'Chis        | Ambato K'Chis | Ambato K'Chis |

| Santiago de Píllaro   | 1 - 3         | Universitario | Municipal de Píllaro | 30 de junio   | 15:00         |
| América de Santa Rosa | 3 - 3         | Ambato K'Chis | Dunker Aguilar       | 30 de junio   | 16:00         |
| Libre:                | Pelileo S. C. | Pelileo S. C. | Pelileo S. C.        | Pelileo S. C. | Pelileo S. C. |

| Universitario | 4 - 1               | América de Santa Rosa | Municipal de Píllaro | 4 de julio          | 11:30               |
| Pelileo S. C. | 2 - 1               | Ambato K'Chis         | Ciudad de Pelileo    | 4 de julio          | 15:00               |
| Libre:        | Santiago de Píllaro | Santiago de Píllaro   | Santiago de Píllaro  | Santiago de Píllaro | Santiago de Píllaro |

| Ambato K'Chis       | 1 - 5                 | Universitario         | Neptalí Barona        | 10 de julio           | 16:00                 |
| Santiago de Píllaro | 1 - 2                 | Pelileo S. C.         | Municipal de Píllaro  | 11 de julio           | 15:00                 |
| Libre:              | América de Santa Rosa | América de Santa Rosa | América de Santa Rosa | América de Santa Rosa | América de Santa Rosa |

### Segunda vuelta
| Universitario | 2 - 1                 | Ambato K'Chis         | Municipal de Píllaro  | 17 de julio           | 11:30                 |
| Pelileo S. C. | 5 - 1                 | Santiago de Píllaro   | Ciudad de Pelileo     | 18 de julio           | 15:00                 |
| Libre:        | América de Santa Rosa | América de Santa Rosa | América de Santa Rosa | América de Santa Rosa | América de Santa Rosa |

| América de Santa Rosa | 1 - 5               | Universitario       | Dunker Aguilar      | 24 de julio         | 14:00               |
| Ambato K'Chis         | 0 - 0               | Pelileo S. C.       | Neptalí Barona      | 24 de julio         | 16:00               |
| Libre:                | Santiago de Píllaro | Santiago de Píllaro | Santiago de Píllaro | Santiago de Píllaro | Santiago de Píllaro |

| Universitario | 2 - 0         | Santiago de Píllaro   | Municipal de Píllaro | 28 de julio   | 11:30         |
| Ambato K'Chis | 1 - 0         | América de Santa Rosa | Neptalí Barona       | 28 de julio   | 16:00         |
| Libre:        | Pelileo S. C. | Pelileo S. C.         | Pelileo S. C.        | Pelileo S. C. | Pelileo S. C. |

| Santiago de Píllaro | 2 - 0         | América de Santa Rosa | Municipal de Píllaro | 1 de agosto    | 13:00          |
| Pelileo S. C.       | -             | Universitario         | No se programó       | No se programó | No se programó |
| Libre:              | Ambato K'Chis | Ambato K'Chis         | Ambato K'Chis        | Ambato K'Chis  | Ambato K'Chis  |

| Ambato K'Chis         | 0 - 0         | Santiago de Píllaro | Neptalí Barona | 7 de agosto    | 16:00          |
| América de Santa Rosa | -             | Pelileo S. C.       | No se programó | No se programó | No se programó |
| Libre:                | Universitario | Universitario       | Universitario  | Universitario  | Universitario  |

### Tabla de resultados cruzados
| Local \ Visitante     | KCH | AME | UNI | PSC | SAN |
| --------------------- | --- | --- | --- | --- | --- |
| Ambato K'Chis         | —   | 1–0 | 1–5 | 0–0 | 0–0 |
| América de Santa Rosa | 3–3 | —   | 1–5 | —   | 0–3 |
| Universitario         | 2–1 | 4–1 | —   | 1–0 | 2–0 |
| Pelileo S. C.         | 2–1 | 2–1 | —   | —   | 5–1 |
| Santiago de Píllaro   | 0–0 | 2–0 | 1–3 | 1–2 | —   |

### Campeón
| Bandera de Píllaro |
| Club Deportivo Universitario 2.° título Clasificado a los play-offs de la Segunda Categoría 2021 y a la Copa Ecuador 2022. |
| También clasificó Pelileo Sporting Club como subcampeón y el Club Santiago de Píllaro como tercer puesto.                  |

## Goleadores
| Pos. | Jugador          | Equipo        | Goles |
| ---- | ---------------- | ------------- | ----- |
| 1    | Diego Hurtado    | Universitario | 4     |
| 1    | Denilson Cabezas | Universitario | 4     |
| 1    | Nicolás Lozano   | Universitario | 4     |
| 4    | Kevin Luzuriaga  | Ambato K'Chis | 3     |
| 5    | Ronal Jiménez    | Universitario | 3     |